# Mladen Mastela
Mladen Mastela es un deportista yugoslavo que compitió en judo. Ganó una medalla de plata en el Campeonato Europeo de Judo de 1959, en la categoría de –68 kg.

## Palmarés internacional
| Campeonato Europeo | Campeonato Europeo | Campeonato Europeo | Campeonato Europeo |
| Año                | Lugar              | Medalla            | Categoría          |
| ------------------ | ------------------ | ------------------ | ------------------ |
| 1959               | Viena (Austria)    | Medalla de plata   | –68 kg             |